# Paul Walden
Paul Walden (Cēsis, 14 de julio de 1863-Gammertingen, 22 de enero de 1957) fue un químico ruso nacionalizado alemán. Descubrió la inversión de Walden, una inversión de la configuración estereoquímica que ocurre en algunas reacciones de componentes covalentes.

## Biografía
Hijo de un granjero de Cēsis (actualmente en Letonia). Estudió en la Universidad Politécnica de Riga, obteniendo en 1891 el doctorado en la Universidad de Leipzig bajo dirección de Wilhelm Ostwald. En 1894 se convirtió en profesor de química del politécnico, puesto que ostentó hasta el inicio de la Revolución rusa de 1917, decidiendo entonces trasladarse a Alemania. Entre 1919 y 1934 fue profesor de química en la Universidad de Rostock, liderando el departamento de dicha materia. En 1947, casi a la edad de noventa años, impartió clases de historia de la química en la Universidad de Tubinga, convirtiéndole en un importante referente en el tema y escribiendo en 1949 el libro History of Chemistry.
En 1896 descubrió la inversión de Walden. Tomó una muestra de ácido málico en la que la luz polarizada giraba en sentido horario, permitiendo que reaccionara de una manera concreta, y al restablecerse observó que la luz polarizada giraba en sentido contrario de las agujas del reloj. La reacción en cuestión era ácido málico y pentacloruro de fósforo, los cuales producían ácido clorosuccínico, que a su vez se convertía de nuevo en ácido málico bajo la influencia del óxido de plata y el agua, sin embargo, una vez hecho esto el ácido málico invierte su configuración. Estas inversiones suceden cuando un átomo, o varios, se acerca a una molécula desde una dirección concreta, desplazando un átomo al otro lado de la molécula. Más tarde, la inversión de Walden se convertiría en una útil herramienta para el estudio detallado de las reacciones orgánicas.
Aparte de la estereoquímica, Paul Walden también trabajó en la electroquímica de las disoluciones no-acuosas y formuló la «Regla de Walden», la cual relaciona la conductividad y la viscosidad en disoluciones de ese tipo.